# Nidjat Mamedov
Nidjat Mamedov est un joueur d'échecs azerbaïdjanais né le 2 avril 1985 à Nakhitchevan. Grand maître international depuis 2006, il a remporté le championnat d'Europe des moins de 14 ans en 1999, le tournoi de Hastings en 2007-2008 et le championnat d'Azerbaïdjan en 2011.
Au 1er novembre 2017, il est le huitième joueur azerbaïdjanais avec un classement Elo de 2 602 points.
Il a représenté l'Azerbaïdjan lors de l'olympiade d'échecs de 2000 et des championnats du monde par équipe de 2010 et 2013 (l'Azerbaïdjan finit quatrième en 2010).